# 강화 통제영학당지
강화 통제영학당지(江華 統制營學堂址)는 인천광역시 강화군 강화읍 갑곳리에 있는 조선시대의 통제영 학당 터이다. 2001년 4월 2일 인천광역시의 기념물 제49호로 지정되었다.

## 개요
통제영 학당은 우리나라 최초의 해군사관학교로 여겨진다. 조선수사해방학당, 총제영학당으로도 불렸다. 병인양요·신미양요·강화도조약을 겪은 조선정부는 해군 지휘관 양성을 목표로 통제영학당을 세웠다. 1893년 2월 기존의 수군편제를 해군편제로 개편하면서 그에 필요한 인재를 양성하고자 같은 해 3월 해군사관 및 하사관 양성학교인 통제영학당 설치령을 공표하고 갑곶진 인근에 교사를 신축하여 1893년 10월에 사관생도 50명, 수병 300명을 모집하면서 개교하였다. 개교와 함께 W.H.Callwell 등 영국장교들이 교관으로 부임하여 교육하였으나 이듬해 발발한 동학농민전쟁과 청일전쟁 등의 영향으로 교육이 순조롭게 이루어지지 못했으며, 1894년 10월에 일본의 압박으로 폐교되었다.

## 참고 문헌
- 강화 통제영학당지 - 국가유산청 국가유산포털